# Mons Latreille
Il Mons Latreille è una struttura geologica della superficie della Luna.